# Dienst (Seefahrt)
Im Reedereigewerbe versteht man unter einem Dienst eine bestimmte Strecke, die von Schiffen der Reederei oder von Konsortialpartnern gefahren wird, und auf der Transporte angeboten werden. So stellt zum Beispiel die Strecke „Von Asien über Neuseeland nach Australien“ einen möglichen Dienst da. Kunden können freie Stellplätze für Streckenabschnitte des Dienstes buchen, um Ware (für gewöhnlich in Containern) zu transportieren.
Speziell für regelmäßig gefahrenen Dienst gibt es den Begriff Liniendienst.